# Фетешти (Сучава)
Фетешти (рум. Fetești) насеље је у Румунији у округу Сучава у општини Аданката. Oпштина се налази на надморској висини од 364 m.

## Становништво
Према подацима из 2002. године у насељу је живело 592 становника.

### Попис2002.
| Расподела становништва по националности 2002.‍ | Расподела становништва по националности 2002.‍ | Расподела становништва по националности 2002.‍ | Расподела становништва по националности 2002.‍ | Расподела становништва по националности 2002.‍ |
| --------------------------------------------- | --------------------------------------------- | --------------------------------------------- | --------------------------------------------- | --------------------------------------------- |
|                                               |                                               |                                               |                                               |                                               |
| Румуни                                        | Румуни                                        |                                               | 556                                           | 93,9%                                         |
| Роми                                          | Роми                                          |                                               | 36                                            | 6,1%                                          |